# ChIP-sequencing
ChIP-sequencing, també conegut com a ChIP-seq o immunoprecipitació de cromatina seguida de seqüenciació, és un mètode utilitzat per analitzar interaccions de proteïna amb ADN. ChIP-seq combina immunoprecipitació de cromatina ("ChIP") amb tècniques de seqüenciació massiva d'ADN ("seq"). S'utilitza per identificar els llocs d'unió de les proteïnes amb la molècula d'ADN. Fins ara, ChIP-chip era la tècnica més utilitzada per estudiar aquestes relacions entre ADN i proteïna.

## Usos
ChIP-seq és una tècnica principalment utilitzada per determinar com els factors de transcripció i altres proteïnes que s'uneixen a la cromatina poden influenciar els fenotips. És una tècnica que s'utilitza per al diagnòstic de malalties, l'expressió gènica i la diferenciació cel·lular. Determinar com les proteïnes interaccionen amb l'ADN per regular l'expressió de gens és essencial per entendre tant els processos biològics com els patològics. Aquesta informació epigenètica és complementària al genotip i a l'anàlisi d'expressió. ChIP-seq és una alternativa a ChIP-chip, aquesta última requereix una hibridació en un xip d'ADN.
La tècnica es basa a aïllar els fragments d'ADN que tenen una interacció física amb els factors de transcripció i proteïnes in vivo. L'aïllament es fa mitjançant immunoprecipitació, i és per això que és necessari l'ús d'anticossos. Una vegada feta la immunoprecipitació, es fan anàlisis de seqüenciació massiva. Es comparen els fragments seqüenciats amb bases de dades de la seqüència del genoma sencer per analitzar el patró d'interacció entre proteïnes amb l'ADN, o el patró de les modificacions epigenètiques de la cromatina. Aquesta tècnica es pot aplicar a polimerases i maquinària transcripcional, proteïnes estructurals, modificacions de proteïna, i modificacions d'ADN. S'han desenvolupat mètodes alternatius que no depenen de l'especificitat dels anticossos i tenen l'objectiu de trobar totes les regions reguladores actives en el genoma. Aquests mètodes alternatius s'anomenen DNase-Seq i FAIRE-Seq.

## Esquema de la tècnica

### ChIP
El ChIP-seq és un mètode potent per a determinar les seqüències d'ADN on es pot unir una proteïna en cèl·lules vives. El protocol de laboratori de ChIP inclou ChIP i hibridació. Hi ha essencialment cinc parts al protocol de ChIP que ajuden a entendre millor com funciona la tècnica.

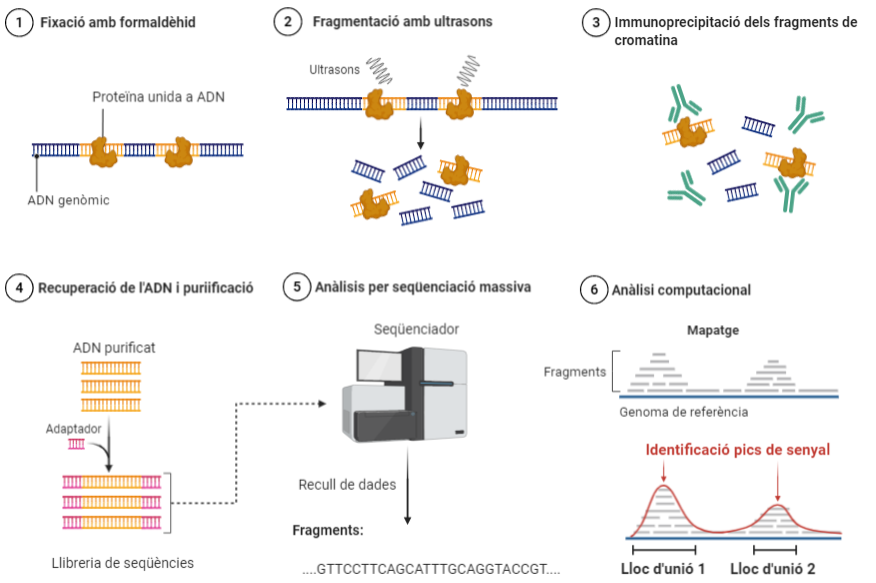
Passos bàsics que componen la tècnica del ChIP-seq. Figura creada amb BioRender.

1. El primer pas consisteix en l'extracció dels fragments de cromatina units a proteïnes. Per tal de fer això, les cèl·lules es fixen amb formaldehid, de manera que es mantenen les interaccions entre les proteïnes i l'ADN.[9]
2. El segon pas consisteix a exposar els nuclis a un procés de lisi cel·lular per tal d'extraure la cromatina i fragmentar-la mitjançant ultrasons.[10] Aquests fragments haurien de tenir una longitud de menys de 500 parells de bases per a tenir un bon resultat i poder mapejar-lo correctament amb el genoma de referència.[9]
3. Seguidament es porta a terme la immunoprecipitació dels fragments de cromatina. Per a aquest pas s'utilitzen anticossos específics que reconeixen la proteïna d'interès, es fa una incubació i una centrifugació. Així s'obtenen tots aquells fragments d'ADN que es trobin units a la proteïna.[8]
4. El quart pas és la recuperació d'ADN i purificació. Per això hem de revertir la unió entre ADN i proteïna i extraure'n només l'ADN.[8]
5. L'últim pas és l'anàlisi per seqüenciació massiva i simultània dels fragments obtinguts en la immunoprecipitació de la cromatina.[8]

### Seqüenciació
Tots els fragments d'ADN obtinguts amb el ChIP són seqüenciats simultàniament amb un seqüenciador de genoma. El seqüenciador permet escanejar associacions simples en el genoma amb una alta resolució. Com el seqüenciador llegeix ADN s'han de retrotranscriure els fragments d'ARN a ADN complementari mitjançant una transcriptasa inversa. Després, s'afegeixen uns adaptadors als extrems dels fragments d'ADN que facilitaran la seqüenciació. Una vegada seqüenciats, els fragments poden ser mapejats en un genoma de referència per tal d'identificar i interpretar a quin gen o a quina regió de l'ADN la proteïna es trobava unida.

### Anàlisi computacional
Com succeeix en moltes tècniques de seqüenciació d'alt rendiment (high-throughput sequencing), ChIP-seq genera conjunts de dades extremadament grans, per als quals són necessaris mètodes d'anàlisi computacionals apropiats. Per predir els llocs d'unió d'ADN a partir les dades del ChIP-seq s'han desenvolupat mètodes de pic de senyal. Aquests mètodes permeten identificar regions del genoma on trobem un gran nombre de fragments alineats.
En algunes situacions és important utilitzar el differential peak calling, el qual identifica diferències significatives en dos senyals de ChIP-seq de condicions biològiques diferents. Aquest mètode segmenta dos senyals de ChIP-seq i identifica pics diferencials mitjançant els Models ocults de Markov. Alguns exemples de programari que utilitzen aquest mètode són el ChIPDiff i l'ODIN.

## Control de qualitat
ChIP-seq ens ofereix una anàlisi ràpida, tot i això fem una sèrie de controls per assegurar-nos que els resultats obtinguts són fiables:
- Fracció no redundant: s'han d'eliminar els fragments de baixa complexitat, és a dir, repetitius, ja que no són informatius i poden interferir en el mapatge en el genoma de referència.[16]
- Fragments en pics de senyal: càlcul de la proporció de fragments que es localitzen en pics de senyal entre els que es localitzen en un lloc on no hi ha cap pic.[16]

## Sensibilitat
La sensibilitat d'aquesta tecnologia depèn del mínim nombre de fragments seqüenciats necessaris per obtenir resultats estadísticament significatius, la mida del genoma de referència amb el qual ho volem comparar i la distribució de la proteïna. Aquest mínim nombre de fragments està directament correlacionat amb el cost. De manera que, si es volen mapejar proteïnes molt abundants en genomes grans, els costos són alts, ja que hi haurà un gran nombre de fragments a seqüenciar. Això no succeeix al ChIP-chip on el cost no està correlacionat amb la sensibilitat.
En el ChIP-chip la precisió està determinada per la distància entre les sondes predeterminades del xip d'ADN. De manera que només obtindrem una alta precisió si s'usen un gran número de sondes curtes. En canvi, la informació obtinguda amb el ChIP-seq pot ser utilitzada per localitzar llocs d'unió a poques desenes de parells de base del lloc real d'unió de la proteïna; fent-la així una tècnica més precisa. L'acúmul de fragments alineats en una regió d'unió són un bon indicador de l'afinitat d'unió de la proteïna a l'ADN, el que fa més fàcil quantificar i comparar les afinitats d'una proteïna a diferents llocs de l'ADN.

## Recerca actual
STAT1 DNA association: ChIP-seq es va utilitzar per estudiar gens diana de STAT1 en cèl·lules HeLa S3, que són clons de la línia HeLa utilitzats per l'anàlisi de poblacions de cèl·lules. Els resultats de ChIP-seq van ser comparats amb models alternatius com ChIP-PCR i ChIP-ChIP.
Nucleosome Architecture of Promoters: Utilitzant ChIP-seq es va determinar que els gens de llevat semblen tenir una regió promotora lliure de nucleosomes de 150 parells de bases que permet que l'ARN polimerasa iniciï la transcripció.
Transcription factor conservation: ChIP-seq va ser utilitzat per comparar la conservació de factors de transcripció en diferents teixits de ratolins embrionaris. Els autors van identificar i validar la funcionalitat d'amplificadors genètics en el cor, i van determinar que aquests amplificadors genètics eren menys conservats en el cor que aquells en el cervell anterior durant la mateixa etapa del desenvolupament.
Genome-wide ChIP-seq: ChIP-sequencing va ser utilitzat en el cuc C. elegans per explorar els llocs d'unió de 22 factors de transcripció en tot el genoma. Fins a 20% dels gens candidats anotats van ser assignats com a factors de transcripció. Diversos factors de transcripció van ser assignats a regions d'ARN no codificants i poden ser subjectes a factors del desenvolupament o mediambientals. Les funcions d'alguns dels factors de transcripció també van ser identificades i es va poder establir que existeix una gran xarxa de control.
Inferring regulatory network: Es va demostrar mitjançant ChIP-seq que en els llocs d'unió de factors de transcripció en els promotors la modificació d'Histones és més alta. Per això l'autor va proposar que aquesta tècnica proporcionaria inferència més fiable de xarxes reguladores de gens en comparació a altres mètodes basats en expressió.